# Trąbki (voivodato de Mazovia)
Trąbki es un pueblo de Polonia, en Mazovia. Se encuentra en el distrito (Gmina) de Pilawa, perteneciente al condado (Powiat) de Garwolin. Se encuentra aproximadamente a 5 km al este de Pilawa, 7 km al norte de Garwolin, y a 51 km al sureste de Varsovia. Su población es de 2.141 habitantes.
Entre 1975 y 1998 perteneció al voivodato de Siedlce.